# 1607
Cette page concerne l'année 1607  du calendrier grégorien.
L'année 1607 est une année commune qui commence un lundi.

## Événements
- 10 mars : Yaqob d'Éthiopie est vaincu et tué par les partisans de Susneyos à la bataille de Gol dans le Godjam[1].

- 4 avril : mort d’Ali Riayat Syah, sultan d’Aceh (pointe Nord de Sumatra)[2]. Iskandar Muda, accède au trône et règne jusqu’en 1636. Apogée du sultanat sous son règne. Aceh contrôle tous les ports faisant le commerce du poivre à Sumatra, à l’exception de l’extrême sud, et son influence s’étend à plusieurs zones de la péninsule Malaise. Aceh, grand producteur d’épices, procure à l’Europe la moitié de son poivre et contrôle la route commerciale entre l’océan Indien et l’Asie du Sud-Est.
- 24 mai : échec d'une expédition florentine contre Famagouste, à Chypre. La flotte du grand duc Ferdinand de Médicis est de retour à Libourne le 2 août[3].
- 20 juin[4], Japon : arrivée d’une ambassade coréenne de quatre cent soixante membres à Edo pour conclure la paix. Les Tokugawa estiment que la dynastie des Choson reconnaît leur légitimité et se déclare tributaire du Japon[5].
- Juin : les Séfévides prennent Shamakhi, capitale du Chirvan, aux Ottomans[6].
- 1er août[7], Zimbabwe : traité entre le monomotapa Gatsi Rusere et les Portugais qui lui accordent une assistance militaire pour lutter contre un de ses vassaux qui lui a pris sa capitale, en échange de la totalité des richesses minières de son pays[8].
- 16 septembre : Bône est pillée par la flotte florentine. Lors de cette opération, les Chevaliers de Saint-Étienne et les troupes toscanes ont quarante-sept blessés, mais capturent 1464 prisonniers et tuent 470 musulmans[9].
- 27 octobre : passage de la comète de Halley[10].

### Amérique

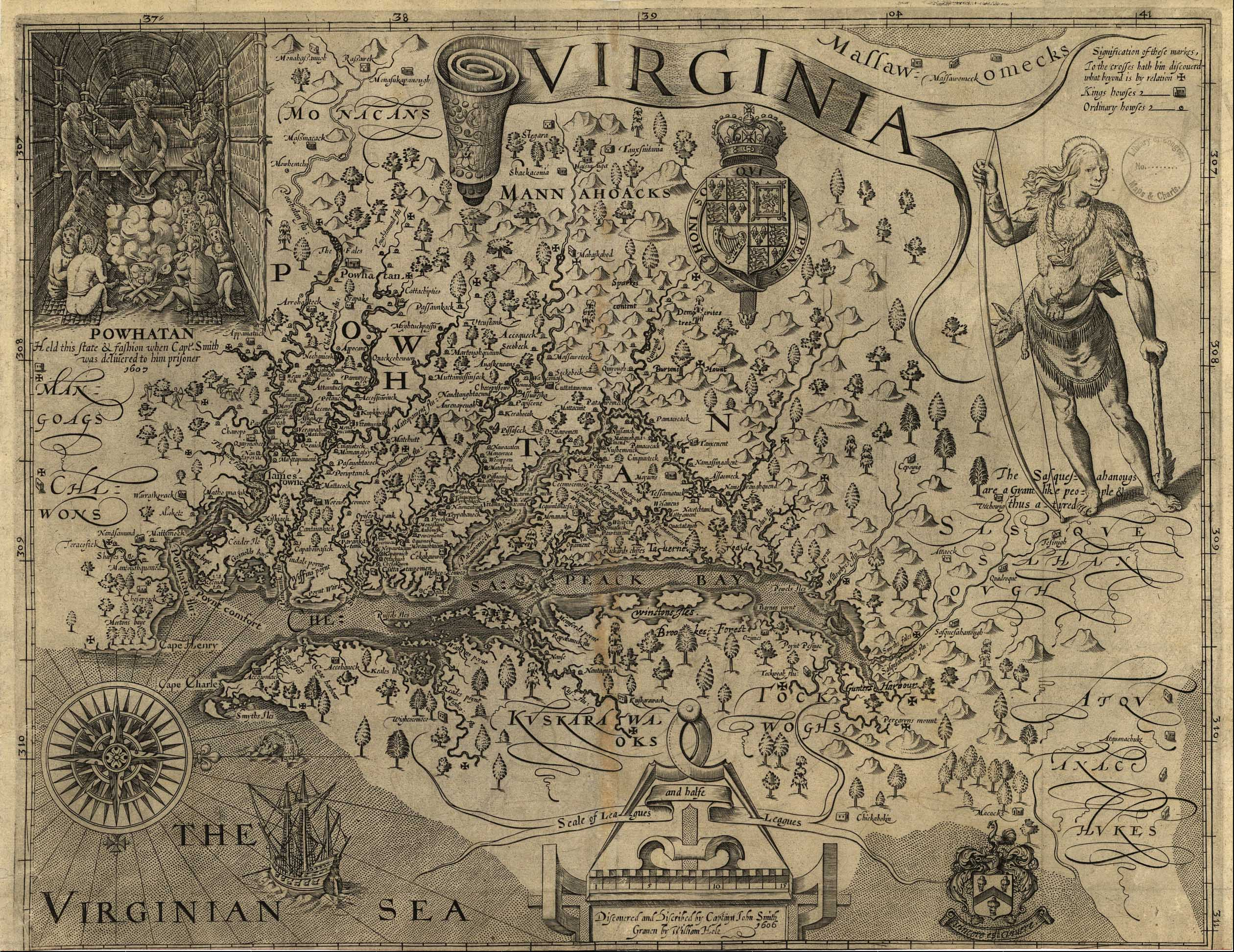
Colonisation de la Virgine. Carte tirée de The Generall Historie of Virginia, New-England, and the Summer Isles, de John Smith, 1624.

- 26 avril : première colonie anglaise fondée par le capitaine Christopher Newport de la Compagnie de Londres, à Cape Henry en Virginie[11].
- 13 mai : la colonie de Virginie est déplacée de Cape Henry à Jamestown. La ville est édifiée sur le territoire d’une confédération indienne conduite par le chef Powhatan, qui laisse les colons s’installer en paix[12]. Les 104 colons de Jamestown seront décimés par le paludisme, les famines, minés par leurs querelles et attaqués par les Indiens.
- Été : le raid des Micmacs sur le village abénaquis de Saco marque le début de la guerre des Tarrantins (1607-1615)[13].
- 11 août : la colonie française de Port-Royal est abandonnée[14]
- 29 août (19 août du calendrier julien) : la colonie Popham (Sagadahoc) est installée par la Compagnie de Plymouth à l'embouchure de la Kennebec River dans l'actuel État du Maine ; elle est abandonnée dès 1608[15].
- Vers le 12 décembre, Virginie : l’aventurier John Smith est fait prisonnier par le chef Opchanacanough, ne devra la vie selon lui qu’à la supplication de la fille d’un chef de tribu âgée de douze ans, Pocahontas[12].

### Europe
- 11 février : Sigismond Rakóczi est élu prince de Transylvanie[16] (fin en 1608).
- 24 février : première représentation à Mantoue de l'opéra Orfeo de Claudio Monteverdi sur un livret de Striggio[17].
- 9 mars, Russie : Basile Chouiski annule les édits de Dimitri II et impose de nouvelles limitations aux droits des paysans. Le délai de recherche des fugitifs est fixé à 15 ans[18].
- 15 mars : couronnement du roi de Suède Charles IX de Sudermanie (fin de règne en 1611)[19].
- 31 mars : discours de Jacques Ier d'Angleterre lors de l’ouverture du Parlement à Whitehall. Il échoue à imposer aux Communes l’unification réelle des royaumes d’Angleterre et d’Écosse, et de leurs droits respectifs (2 mai)[20]. La chambre des Communes anglaise refuse d’accorder aux Écossais l’égalité des droits économiques et commerciaux[21].
- 21 avril : paix entre Paul V et Venise grâce à l’arbitrage d’Henri IV de France[22].

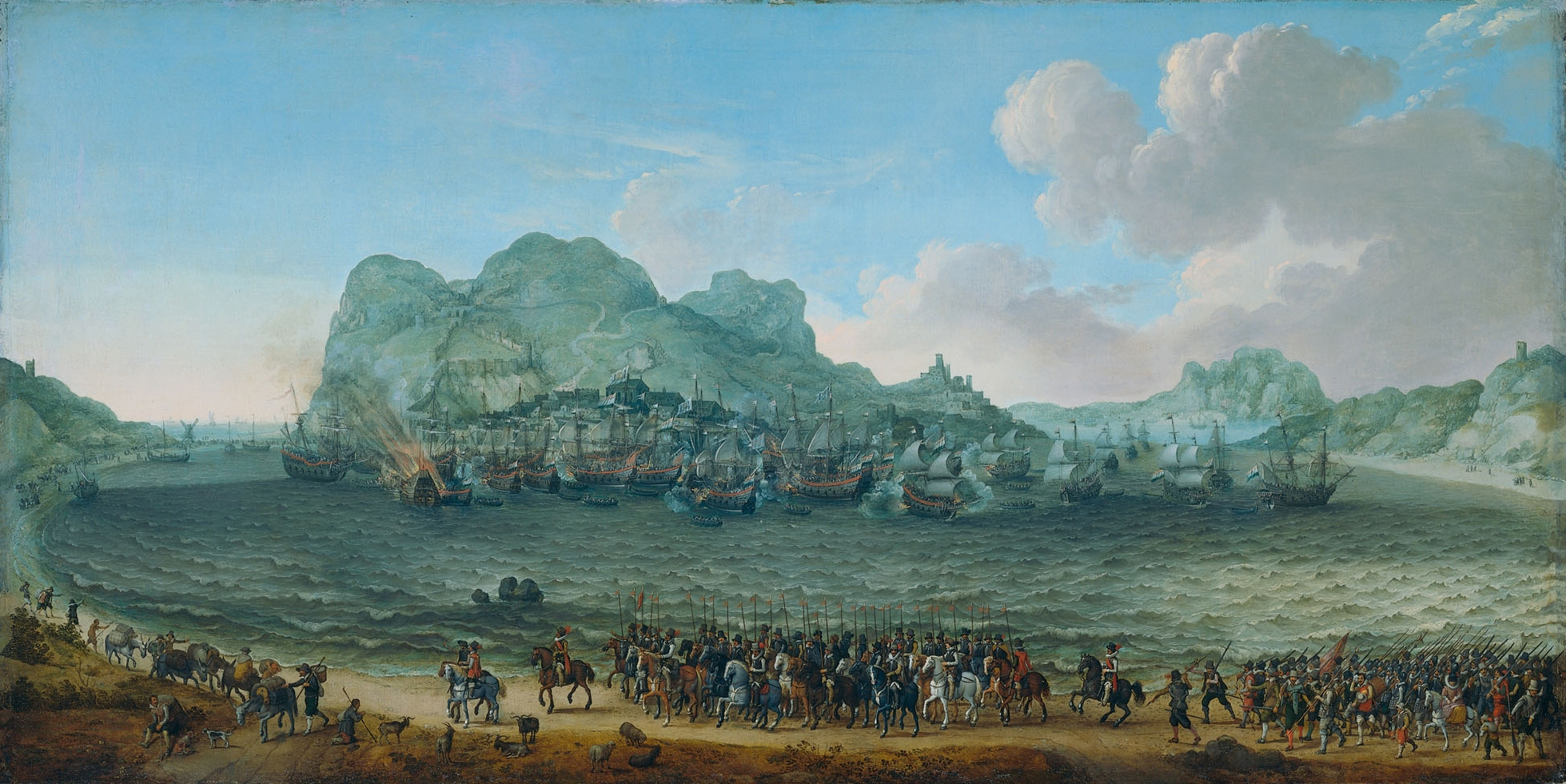
25 avril : Bataille de Gibraltar, toile d'Adam Willaerts, 1617 Rijksmuseum, Amsterdam.

- 25 avril : bataille de Gibraltar. Une flotte hollandaise surprend une flotte espagnole ancrée dans la baie de Gibraltar et l'anéantit après quatre heures de combat[23].
- 30 avril : début de la révolte populaire des Midlands en Angleterre à la suite de la clôture des communaux[24].
- 23 mai : le second faux Dimitri (dit l’Imposteur ou le Brigand de Touchino), apparaît en Russie[25]. Également soutenu par les Polonais et les Cosaques, il tente de s’imposer sur le trône. Les usurpations se multiplient.
- 8 juin : Newton Rebellion, point culminant de la révolte des Midlands. À Newton, Northamptonshire, 40 à 50 paysans révoltés contre les enclosures faites par les propriétaires fonciers (famille Tresham) sont pendus[24].
- 25 juin : conflit entre la Suède et la Pologne. Le général suédois Mansfeld, à la tête de 5 000 hommes, s'empare du château-fort de Paide en Estonie[26].
- 27 juin : l'expédition de Henry Hudson à la recherche du passage du Nord-Est atteint le Svalbard[27]. Elle découvre l'île Jan Mayen sur le chemin du retour en Angleterre.
- 6 juillet, rébellion de Sandomierz : les rebelles sont battus par les royalistes à Guzów[28].
- Été : peste à Spalato, escale de Venise sur l’Adriatique[29].
- Août : disette à Naples, qui provoque une révolte[30].
- 28 août : le pape, ne parvenant pas à aboutir à un accord, pour éviter d’affaiblir les dominicains ou les jésuites, refuse de trancher et interdit tout débat sur la grâce[31].
- 4 septembre : Flight of the Earls. Exil des O’Neill et des O’Donnell d’Irlande ; leurs titres et propriétés sont confisqués. O’Neill et O’Donnell sont inculpés de haute trahison et leurs biens saisis[32].

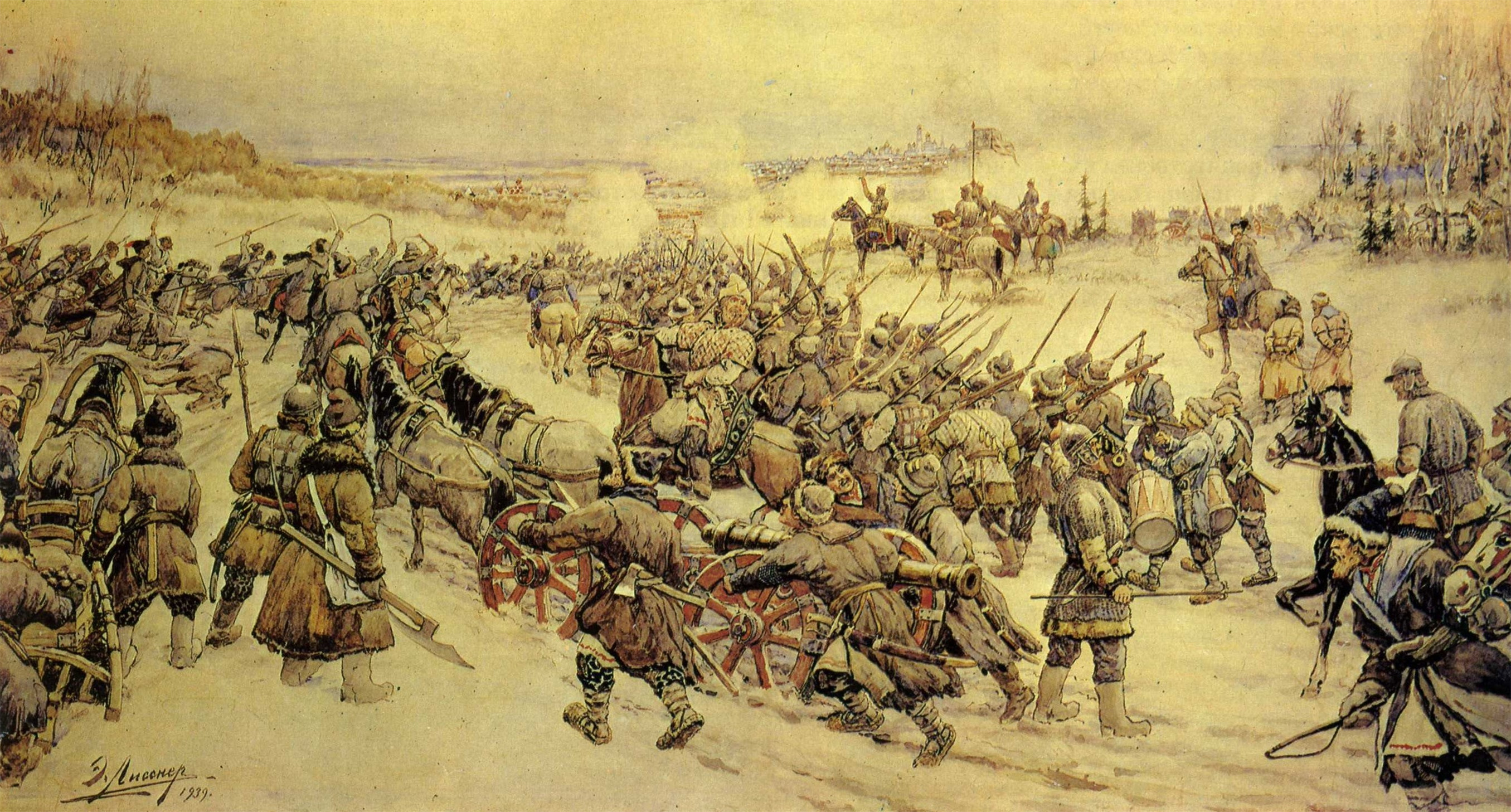
Affrontement entre Ivan Bolotnikov et les troupes du tsar, Ernest Lissner (1874-1941).

- 10 octobre : une révolte de paysans et d'artisans échoue en Russie ; Ivan Bolotnikov et les paysans révoltés sont battus par Basile Chouiski à Toula[33].
- 14 octobre : Mathias de Habsbourg est élu roi par la diète de Hongrie[34].
  - Début de la Guerre des frères entre Mathias et Rodolphe de Habsbourg. L’empereur est présenté comme un fou, incapable de gouverner. Mathias se fait reconnaître chef de la maison des Habsbourg (1608) et entame des campagnes militaires contre Rodolphe. Il lui arrache la Hongrie et la plupart des États patrimoniaux (1608-1612).
- 9 novembre[35] : troisième banqueroute de l'État espagnol, qui entraine la faillite de la banque Fugger en Allemagne[36].
- 17 décembre, Affaire de Donauworth : Les troupes du duc de Bavière occupent la ville et restaurent le culte catholique[37].
  - Donauworth est une ville impériale à majorité luthérienne. Le Conseil de ville refuse la liberté de culte aux catholiques (procession de la Saint-Marc, 25 avril 1606). L’affaire est portée à la diète qui met la ville au ban de l’empire et ordonne au duc de Bavière d’intervenir. Les Églises « séparées de Rome » se sentent menacées et se coalisent dans l’Union évangélique en 1608.

- Fondation du campement d'hiver de Touroukhansk[38]. La Sibérie jusqu'au Ienisseï devient russe.
- Le roi Jacques Ier d'Angleterre se déclare protecteur de la maçonnerie. Inigo Jones en est nommé Maître et organise les loges sur le modèle des académies italiennes. Le nombre des maçons « acceptés » (non professionnels) augmente jusqu’à dépasser celui des professionnels[39].
- La scolarité devient obligatoire dans la principauté d'Anhalt-Bernbourg, région allemande[40].
- Venise interdit les sorties de blé en dehors de l’Adriatique[41].

## Naissances en 1607
- 25 février : Agostino Beltrano, peintre italien de l'école napolitaine († 1656).
- ? avril : Mathieu Le Nain, peintre français († 20 août 1677).
- 3 juin : Bertrand de Compaigne, chroniqueur et faussaire français.
- 5 août : Antonio Barberini, cardinal italien, archevêque de Reims († 3 août 1671).
- 6 août : Dirck van der Lisse, peintre et homme politique néerlandais († 31 janvier 1669).
- 26 septembre : Francesco Cairo, peintre italien († 27 juillet 1665).
- 24 octobre : Jan Lievens, peintre et dessinateur néerlandais († juin 1674).
- 29 octobre : Angelico Aprosio, religieux augustin, érudit et bibliothécaire italien († 23 février 1681).
- Date précise inconnue :
  - Grégoire Francois Du Rietz (ou Durietz), médecin français qui a exercé à la cour de Suède († 5 mars 1682).

## Décès en 1607
- 6 janvier : Guidobaldo del Monte, marquis des Marches, mathématicien et théoricien de la mécanique (° 11 janvier 1545).
- 3 février : Tolomeo Gallio, cardinal italien (° 25 septembre 1527).
- 22 février : Gustave de Suède, prince suédois de la Maison Vasa (° 28 janvier 1568).
- 26 février : Robert Drury, prêtre catholique anglais (° 1567).
- 28 février : Rusu Masakage, samouraï de la fin de l'époque Sengoku et du début de l'époque Azuchi-Momoyama (° 1549).
- 6 avril : Jan Saenredam, peintre maniériste, dessinateur, graveur et cartographe néerlandais (° 1565).
- 11 avril : Benoît de Goes, frère jésuite portugais (° 1562).
- 15 avril :
  - César de Bus,  prêtre catholique français, reconnu bienheureux par l'Église catholique (° 3 février 1544).
  - Cornelius Kiliaan, lexicographe, linguiste, traducteur et poète des Pays-Bas méridionaux (° 1529).
- 25 avril : Jacob van Heemskerk,  explorateur maritime et amiral hollandais (° 13 mars 1567).
- 11 mai : Michele Ruggieri, prêtre jésuite italien, missionnaire en Chine (° 1543).
- 17 mai : Anne d'Este, princesse franco-italienne (° 16 novembre 1531).
- 25 mai : Marie-Madeleine de Pazzi, carmélite italienne de l'ancienne observance (° 2 avril 1566).
- 2 juin :
  - Marie-Jeanne Guillén Ramírez, religieuse augustine espagnole (° 27 décembre 1575).
  - Yūki Hideyasu, daimyo de l'époque Azuchi Momoyama et du début de l'époque d'Edo (° 1er mars 1574).
- 10 juin : Sir John Popham, juge et homme politique anglais (° v.1532).
- 28 juin : Domenico Fontana architecte italien (° 1543).
- 30 juin : Caesar Baronius, cardinal et historien italien (° 31 octobre 1538).
- 7 juillet : Penelope Rich, comtesse anglaise (° janvier 1563).
- 12 juillet : Thomas Legge, docteur en droit de l'ère élisabéthaine (° 1535).
- 1er août : Otto Casmann, philosophe allemand (° 1562).
- 4 août : Bartolomeo Ferreri, ecclésiastique piémontais, évêque d'Aoste (° 1539).
- 17 août : Anselmo Marzato, cardinal italien (° 1543).
- 20 août : Ercole Sassonia, médecin italien (° 1551).
- 22 août : Bartholomew Gosnold, explorateur anglais (° 1572).
- 26 août : Giorgio Basta, général du Saint-Empire romain germanique d’origine albanaise, gouverneur de Transylvanie (° 30 janvier 1544).
- 7 septembre : Pomponne de Bellièvre, homme d'État français (° 1529).
- 8 septembre : Girolamo Rossi (en latin Rubeus ou de Rubeis), médecin et historien italien. (° 1539).
- 22 septembre : Alessandro Allori, peintre florentin (° 31 mai 1535).
- 16 octobre : Hōzōin In'ei, moine bouddhiste japonais (° 1521).
- ? octobre : Luis de Carvajal, peintre maniériste espagnol (° 1556).
- 8 novembre : Élisabeth d'Anhalt-Zerbst, princesse d'Anhalt (° 15 septembre 1563).
- 24 novembre : Charles de Lorraine, prince de la maison de Lorraine, cardinal, évêque de Metz, primat de Lorraine et évêque de Strasbourg (° 1er juillet 1567).
- 27 novembre : Juan de Castellanos, poète, chroniqueur et prêtre espagnol (° 9 mars 1522).
- 3 décembre : Claude Groulart, magistrat et érudit français (° vers 1551).
- 21 décembre : Tokuyama Norihide, samouraï de la fin de l'époque Sengoku et du début de l'époque d'Edo (° 1544).
- 23 décembre : John Fortescue of Salden, homme d'État anglais (° 1533).

Date précise inconnue ou non renseignée
- Georg Bartisch, médecin allemand (° 1535).
- Andrea Boscoli, peintre italien de l'école florentine (° vers 1560).
- Chen Lin, général et amiral chinois de la dynastie Ming (° 1543).
- Domenico Fontana, architecte maniériste tessinois (° 1543).
- Don Enrique de Guzmán, noble, diplomate et homme d'État espagnol (° 1er mars 1540).
- Ma Gui, général de la dynastie Ming (° 1543).
- Sen Dōan, maître de thé japonais (° 1546).
- Kasuya Takenori, samouraï de l'époque Azuchi-Momoyama, au service du clan Toyotomi (° 1562).
- Davide Vacca, soixante-seizième doge de Gênes (° 1518).
- Jean Vauquelin de La Fresnaye, poète français (° 1536).
- Yi Gwang, commandant des forces coréennes de la période Joseon au cours des invasions japonaises de la Corée (° 1541).
- Théodose Zygomalas, érudit, philologue, copiste de manuscrits et dignitaire laïc du patriarcat œcuménique de Constantinople (° 1544).

- Vers 1607 :
- Henry Chettle, dramaturge et romancier anglais (° vers 1564).

- 1606 ou 1607 :
- Alessandro Casolani, peintre de l'école siennoise (° vers 1552).

- Entre 1607 et 1610 :
- Bartholomaeus Bruyn le Jeune, peintre allemand (° vers 1530).